# Policarpo I de Bizancio
Policarpo I fue un obispo de Bizancio. Sucedió en el cargo al obispo Onésimo en el año 69 y sirvió en su puesto durante más de 18 años, hasta el año 89. Sus últimos 8 años de episcopado estuvieron marcados por la persecución que llevó a cabo desde el año 81 el emperador Domiciano en contra de los cristianos.
Sus reliquias están depositadas en la catedral de Argyropolis.